# Trond Fausa Aurvåg
Trond Fausa Aurvåg (Fetsund, 2 december 1972) is een Noors dichter, regisseur, film-, toneel- en televisieacteur. Hij maakte zijn filmdebuut in 1997 in de film Budbringeren, waarin hij Espen speelde. Aurvåg studeerde van 1998 tot 2001 aan de Nationale theateracademie en begon hierna in stukken te spelen in het Oslo Nye Teater, wat hij tot 2007 deed. In 2006 regisseerde Aurvåg de korte film Alene menn sammen, waarvoor hij een Amanda award in de categorie beste korte film won. In datzelfde jaar, 2006, won hij ook de Amanda award voor beste acteur voor zijn rol van Andreas in de film Den brysomme mannen. In 2011 werd Aurvåg genomineerd voor een Amanda award in de categorie beste mannelijke bijrol voor zijn rol als Paul in de film Hjem til jul. De prijs ging echter naar Trond Nilssen.
Sinds 2012 speelt Aurvåg in de televisieserie Lilyhammer de rol van Torgeir Lien. Hij verscheen in alle 24 afleveringen van de serie.

## Privéleven
Aurvåg woont sinds 2006 samen met actrice Lena Kristin Ellingsen. Zij hebben één zoon.